# Tuffi ai campionati mondiali di nuoto 2011
Le competizioni di tuffi ai Campionati mondiali di nuoto 2011 si sono svolte dal 16 al 24 luglio 2011. Tutti gli eventi sono stati disputati allo Shanghai Oriental Sports Center di Shanghai, in Cina.

## Calendario
| Data           | Ora   | Evento                                         |
| -------------- | ----- | ---------------------------------------------- |
| 16 luglio 2011 | 10:00 | Eliminatorie trampolino 3 m sincro femminile   |
| 16 luglio 2011 | 13:00 | Eliminatorie trampolino 1 m maschile           |
| 16 luglio 2011 | 17:15 | Finale trampolino 3 m sincro femminile         |
| 17 luglio 2011 | 10:00 | Eliminatorie piattaforma 10 m sincro maschile  |
| 17 luglio 2011 | 13:00 | Eliminatorie trampolino 1 m femminile          |
| 17 luglio 2011 | 17:05 | Finale piattaforma 10 m sincro maschile        |
| 18 luglio 2011 | 10:00 | Eliminatorie piattaforma 10 m sincro femminile |
| 18 luglio 2011 | 14:00 | Finale trampolino 1 m maschile                 |
| 18 luglio 2011 | 17:15 | Finale piattaforma 10 m sincro femminile       |
| 19 luglio 2011 | 10:00 | Eliminatorie trampolino 3 m sincro maschile    |
| 19 luglio 2011 | 14:00 | Finale trampolino 1 m femminile                |
| 19 luglio 2011 | 17:05 | Finale trampolino 3 m sincro maschile          |
| 20 luglio 2011 | 10:00 | Eliminatorie piattaforma 10 m femminile        |
| 20 luglio 2011 | 14:00 | Semifinale piattaforma 10 m femminile          |
| 21 luglio 2011 | 09:00 | Eliminatorie trampolino 3 m maschile           |
| 21 luglio 2011 | 14:00 | Semifinale trampolino 3 m maschile             |
| 21 luglio 2011 | 17:15 | Finale piattaforma 10 m femminile              |
| 22 luglio 2011 | 10:00 | Eliminatorie trampolino 3 m femminile          |
| 22 luglio 2011 | 14:00 | Semifinale trampolino 3 m femminile            |
| 22 luglio 2011 | 17:05 | Finale trampolino 3 m maschile                 |
| 23 luglio 2011 | 10:00 | Eliminatorie piattaforma 10 m maschile         |
| 23 luglio 2011 | 14:00 | Semifinale piattaforma 10 m maschile           |
| 23 luglio 2011 | 17:05 | Finale trampolino 3 m femminile                |
| 24 luglio 2011 | 16:05 | Finale piattaforma 10 m maschile               |

## Podi

### Uomini
| Evento                      | Oro                     | Punteggio | Argento                                | Punteggio | Bronzo                                         | Punteggio |
| Tuffi individuali           |                         |           |                                        |           |                                                |           |
| Trampolino 1m (dettagli)    | Li Shixin               | 463,90    | He Min                                 | 444,00    | Pavlo Rozenberg                                | 436,50    |
| Trampolino 3 m (dettagli)   | He Chong                | 554,30    | Il'ja Zacharov                         | 508,95    | Evgenij Kuznecov                               | 493,55    |
| Piattaforma 10 m (dettagli) | Qiu Bo                  | 585,45    | David Boudia                           | 544,25    | Sascha Klein                                   | 534,50    |
| Tuffi sincronizzati         |                         |           |                                        |           |                                                |           |
| Trampolino 3 m (dettagli)   | Cina Qin Kai Luo Yutong | 463,98    | Russia Il'ja Zacharov Evgenij Kuznecov | 451,89    | Messico Yahel Castillo Julián Sánchez          | 437,61    |
| Piattaforma 10 m (dettagli) | Cina Qiu Bo Huo Liang   | 480,03    | Germania Patrick Hausding Sascha Klein | 443,01    | Ucraina Oleksandr Horškovozov Oleksandr Bondar | 435,36    |

### Donne
| Evento                      | Oro                       | Punteggio | Argento                             | Punteggio | Bronzo                                     | Punteggio |
| Tuffi individuali           |                           |           |                                     |           |                                            |           |
| Trampolino 1m (dettagli)    | Shi Tingmao               | 318,65    | Wang Han                            | 310,20    | Tania Cagnotto                             | 295,25    |
| Trampolino 3 m (dettagli)   | Wu Minxia                 | 380,85    | He Zi                               | 379,15    | Jennifer Abel                              | 365,10    |
| Piattaforma 10 m (dettagli) | Chen Ruolin               | 405,30    | Hu Yadan                            | 394,00    | Paola Espinosa                             | 377,15    |
| Tuffi sincronizzati         |                           |           |                                     |           |                                            |           |
| Trampolino 3 m (dettagli)   | Cina Wu Minxia He Zi      | 356,40    | Canada Émilie Heymans Jennifer Abel | 313,50    | Australia Anabelle Smith Sharleen Stratton | 306,90    |
| Piattaforma 10 m (dettagli) | Cina Wang Hao Chen Ruolin | 362,58    | Australia Alex Croak Melissa Wu     | 325,92    | Germania Christin Steuer Nora Subschinski  | 316,29    |

## Medagliere
| Posizione | Paese       | Oro | Argento | Bronzo | Totale |
| --------- | ----------- | --- | ------- | ------ | ------ |
| 1         | Cina        | 10  | 4       | 0      | 14     |
| 2         | Russia      | 0   | 2       | 1      | 3      |
| 3         | Germania    | 0   | 1       | 3      | 4      |
| 4         | Australia   | 0   | 1       | 1      | 2      |
| 4         | Canada      | 0   | 1       | 1      | 2      |
| 6         | Stati Uniti | 0   | 1       | 0      | 1      |
| 7         | Messico     | 0   | 0       | 2      | 2      |
| 8         | Italia      | 0   | 0       | 1      | 1      |
| 8         | Ucraina     | 0   | 0       | 1      | 1      |
| Totale    | Totale      | 10  | 10      | 10     | 30     |